# Stubendorffia orientalis
Stubendorffia orientalis är en korsblommig växtart som beskrevs av Alexander Gustav von Schrenk, Fisch. och Avé-lall. Stubendorffia orientalis ingår i släktet Stubendorffia och familjen korsblommiga växter. Inga underarter finns listade i Catalogue of Life.